# SCB-2019
SCB-2019 — вакцина против COVID-19 на основе белковой субъединицы COVID-19, разработанная Clover Biopharmaceuticals с использованием адъюванта от Dynavax. Положительные результаты испытаний I фазы вакцины были опубликованы в The Lancet, вакцина завершила регистрацию на клинические испытания II и III фазы в июле 2021 года, а результаты по эффективности, как ожидается, будут объявлены к третьему кварталу 2021 года. SCB-2019 финансируется CEPI в рамках COVAX и получил предварительные заказы от GAVI на 400 миллионов доз.

## Производство

### Инвестиции CEPI и COVAX
SCB-2019 финансируется CEPI в рамках COVAX. К ноябрю 2020 года CEPI инвестировал 328 миллионов долларов в разработку вакцины. Если вакцина окажется успешной, инвестиции CEPI помогут увеличить производство до более чем 1 миллиарда доз в год. Ранее CEPI предоставил 3,5 миллиона долларов для поддержки испытаний фазы I, а затем ещё 66 миллионов долларов в июле 2020 года на расширение клинических испытаний и подготовку площадок для испытаний II и III фазы.

### Заказы
В июне 2020 года ГАВИ объявил о соглашении с Clover на закупку 64 миллионов доз в 2021 году и ещё 350 миллионов доз в 2022 году.

## Клинические испытания

### Клинические спытания I и II	фазы
В июне 2020 года была запущена I фаза клинических испытаний для оценки безопасности, реактогенности и иммуногенности. Согласно результатам, опубликованным в The Lancet, SCB-2019 привёл к сильному иммунному ответу против COVID-19 с высокой вирусной нейтрализующей активностью. Обе вакцины с адъювантом хорошо переносились и были признаны пригодными для дальнейшей клинической разработки.
В августе 2021 года начнётся исследование II фазы для оценки иммуногенности и безопасности с 800 участниками в Китае.

### Клинические испытания II и III фазы Clover
В марте 2021 года было запущено более крупное комбинированное исследование II и III фазы с 22000 участниками для оценки эффективности, иммуногенности, реактогенности и безопасности вакцины SCB-2019 с адъюватом CpG/Alum. В июле набор участников II и III фазы был завершён, были выбраны 45 % участников в Азии, 45 % в Латинской Америке и остальные в Европе и Африке. Ожидается, что Clover объявит о промежуточной эффективности в отношении наиболее распространённых штаммов COVID-19 к 3 кварталу 2021 года.

## Ограничение эффективности и безопасность
Вместо того, чтобы вводить целый вирус, субъединичные вакцины содержат вирусные частицы, специально отобранные для стимуляции иммунного ответа. Поскольку фрагменты не способны вызывать заболевание, субъединичные вакцины считаются очень безопасными. Широко применяемые субъединичные вакцины включают вакцину против гепатита В и вакцину против коклюша. Однако, поскольку в вакцину включено лишь несколько вирусных компонентов, что не отражает всей сложности вируса, их эффективность может быть ограничена.